# 澤日生
Christopher Chak（1977年—），中文笔名澤日生，香港音乐人，正职是心理學家。

## 简介
澤日生從七岁开始学习钢琴，畢業於加拿大英屬哥倫比亞大學， 其後於香港大學取得碩士學位。他曾於2005年通过自荐與台灣丰华唱片簽約成為旗下創作人，之後參加「全球華人音樂創作大賽」，雖然沒有得到任何獎項，卻獲得比賽評判之一的著名唱片監製梁榮駿賞識。比賽歌曲《相思祭》後來成為陳奕迅的大熱作品《富士山下》，同曲的國語版本《愛情轉移》則獲電影《愛情呼叫轉移》採用為主題曲，並在中國內地及台灣等華語市場成為無人不曉的經典。澤日生亦憑《富士山下》奪得2007年度四台聯頒音樂大獎的（作曲人）傳媒大獎，以及多項全國及全球性華語音樂最佳作曲獎。他其後創作的多首作品，包括陳奕迅《一絲不掛》、《任我行》、容祖兒《搜神記》、謝安琪《鍾無艷》、《年度之歌》、《你們的幸福》、《獨家村》、張敬軒《披星戴月》、林峯《頑石》、麥家瑜《好得很》等，均成為各大流行榜冠軍或得獎金曲。近年為麥浚龍與謝安琪的音樂企劃創作《勇悍．17》、《困獸．28》、《暴烈．34》等歌曲 ，並間中參與監製歌曲(林家謙《下一位前度》、《某種老朋友》、林智樂《忘記趁早》、《澀谷駅前等》等)。
據澤日生回憶，他寫得最快的一首歌是自己19歲時於加拿大花15分鐘寫的處女作《富士山下》，而《披星戴月》則大概花了一年時間才寫完。
澤日生曾為《亞洲星光大道3》及《CASH流行曲創作大賽》擔任評判。

## 音樂作品

### 2006年
- 陳奕迅 - 富士山下（曲）

### 2007年
- 陳奕迅 - 愛情轉移（曲）
- 謝安琪 - 鍾無艷（曲）
- 孫耀威 - 自愛（曲）
- 孫耀威 - 失聯情人（曲）
- 萱　寧 - Love Is On The Way（曲、詞）

### 2008年
- 張敬軒 - 不吐不快（曲）
- 黃曉明 - 釀酒（曲、詞）

### 2009年
- 容祖兒 - 搜神記（曲）
- 容祖兒 - 赤地之戀（曲）
- 謝安琪 - 年度之歌（曲）
- 張敬軒 - 披星戴月（曲）
- 麥家瑜 - 不方便的真相（曲）
- 高　昊 - 如果有如果（曲）

### 2010年
- 陳奕迅 - 一絲不掛（曲）
- 衛　蘭 - 你的女人（曲）

### 2011年
- 謝安琪 - 你們的幸福（曲）
- 陳曉東 - 亂了星座（曲）

### 2012年
- 林　峯 - 頑石（曲）
- 林　峯 - 頑石點頭（曲）
- 容祖兒 - 不好意思我愛你（曲）
- 家　家 - 靈魂化石（曲）

### 2013年
- 麥家瑜 - 好得很（曲）
- 溫昇豪 - 何苦（曲）
- 陳奕迅 - 任我行（曲）
- 關楚耀 - 舊好（曲）
- 謝安琪 - 在雨中不能說雨（曲）
- 張敬軒 - 塵埃落定（曲）

### 2014年
- 謝安琪 - 獨家村（曲）

### 2015年
- 許廷鏗 - 絕口不提（曲）
- 許廷鏗 - 向幸福出發（曲）
- 盧巧音 - 哲學家（曲）

### 2016年
- 泳　兒 - 浮沙之路（曲）

### 2017年
- 泳　兒 - 一隻小豬（曲）
- 泳　兒、黎瑞恩 - 搖籃曲（曲）
- 陳曉東 - 時間做證 （曲、監）
- 陳曉東 - 亂了星座（粵語版）（曲、監）

### 2018年
- 梁佑嘉 - 有種傷害叫無心（曲、監、部份鋼琴合編）
- 陳柏宇 - 路人乙（曲）
- 汪晨蕊 - 快高長大（曲、監）
- 麥浚龍 - 勇悍．17（曲）
- 麥浚龍 - 困獸．28（曲）
- 麥浚龍 - 暴烈．34（曲）

### 2019年
- 林家謙 - 下一位前度（曲、監，與林家謙合寫、合監）
- 李克勤 - 欠你一句我愛你（曲）
- 許廷鏗 - 你可能未必不喜歡我（曲）

### 2020年
- Gin Lee - 幸福門（與 Vincent Chow 合寫）
- Gin Lee - 別人的家（與 Vincent Chow／Gin Lee 合寫）
- Gin Lee - 搬（曲）
- Gin Lee - 成家（與 Vincent Chow 合寫）
- 許廷鏗 - 謊（曲）

### 2021年
- 汪晨蕊 - 生命如河（曲、監）
- 澤日生 - 《富士山下(青春重置計劃 4 珍稀)》（曲、編、監）

### 2022年
- 林家謙 - 某種老朋友（曲、監）
- 馬浩俊 - 哭有時笑有時（曲）

### 2023年
- 陳慧敏 - 十年如一日（曲、監）
- 陳健安 - 好好掛住（曲）
- 林智樂 - 忘記趁早（曲、編、監）
- 林智樂 - 澀谷駅前等（曲、編、監）
- 馬嘉祺 - Forever Child（曲、製）

### 2024年
- 李泇霖 - 梅特林克的青鳥（曲、監）
- 劉威煌 - 普通人（曲）
- 蘇有朋 - 你有什麼愧疚（曲）
- 林家謙 - 第幾位前任（曲、監）
- 田鴻傑 - 幻約（曲、監）

### 2025年
- 伍珂玥 - 别問深秋（曲、監）
- Brad Li 李　白 - 白（曲、監）

## 獎項

### 作曲
| 年份 | 頒獎單位                          | 獎項                                   | 得獎歌曲         |
| ---- | --------------------------------- | -------------------------------------- | ---------------- |
| 2007 | 四台聯頒大獎                      | 傳媒大獎：作曲人                       | 不適用           |
| 2007 | 2007 CASH金帆音樂獎               | 最佳旋律                               | 富士山下         |
| 2007 | 2007 CASH金帆音樂獎               | 最佳歌曲大獎 - 作曲                    | 富士山下         |
| 2007 | 第七屆全球華語歌曲排行榜          | 最佳作曲                               | 富士山下         |
| 2007 | 十大勁歌金曲                      | 最佳作曲                               | 富士山下         |
| 2007 | 北京流行音樂典禮                  | 最佳作曲（港台）                       | 富士山下         |
| 2007 | 第30屆十大中文金曲                | 十大金曲作曲人大獎                     | 富士山下         |
| 2007 | 中國流行音樂總評榜                | 年度最佳作曲                           | 愛情轉移         |
| 2007 | 中國流行音樂總評榜                | 第一季最佳作曲                         | 愛情轉移         |
| 2008 | 第八屆音樂風雲榜                  | 最佳作曲（港台）                       | 愛情轉移         |
| 2009 | 第一屆顧嘉煇新生代音樂獎          | 第一屆顧嘉煇新生代音樂獎               | 不適用           |
| 2009 | 第32屆十大中文金曲                | 十大金曲作曲人大獎                     | 搜神記、年度之歌 |
| 2010 | 2010 CASH金帆音樂獎               | 最佳旋律                               | 一絲不掛         |
| 2010 | 2010 CASH金帆音樂獎               | 最佳歌曲大獎 - 作曲                    | 一絲不掛         |
| 2010 | CASH金帆音樂獎‧十週年樂迷至愛大獎 | 最佳旋律                               | 富士山下         |
| 2011 | 第34屆十大中文金曲                | 十大金曲作曲人大獎                     | 你們的幸福       |
| 2013 | 2013 CASH金帆音樂獎               | 最佳旋律                               | 任我行           |
| 2013 | 2013 CASH金帆音樂獎               | 最佳歌曲大獎 - 作曲                    | 任我行           |
| 2013 | 2013年度叱咤樂壇流行榜頒獎典禮    | 2013 叱咤樂壇至尊歌曲大獎 - 作曲       | 任我行           |
| 2013 | 2013年度叱咤樂壇流行榜頒獎典禮    | 2013 叱咤樂壇我最喜愛的歌曲大獎 - 作曲 | 任我行           |
| 2013 | 第36屆十大中文金曲                | 全球華人至尊金曲 - 作曲                | 任我行           |
| 2013 | 第36屆十大中文金曲                | 十大金曲作曲人大獎                     | 任我行           |
| 2014 | 第37屆十大中文金曲                | 全球華人至尊金曲 - 作曲                | 獨家村           |
| 2025 | 2025 Hito流行音樂獎               | Hito作曲人                             | 第幾位前任       |

### 歌曲
| 年份 | 頒獎單位                               | 獎項                        | 得獎歌曲                   |
| ---- | -------------------------------------- | --------------------------- | -------------------------- |
| 2006 | 叱吒樂壇流行榜頒獎典禮                 | 專業推介 叱吒十大：第二位   | 富士山下                   |
| 2007 | 第30屆十大中文金曲                     | 全球華人至尊金曲            | 富士山下                   |
| 2007 | 第30屆十大中文金曲                     | 全國最佳中文歌曲            | 富士山下                   |
| 2007 | 第30屆十大中文金曲                     | 十大金曲                    | 富士山下                   |
| 2007 | 十大勁歌金曲                           | 十大金曲                    | 富士山下                   |
| 2007 | CASH金帆音樂獎                         | 最佳歌曲大獎                | 富士山下                   |
| 2007 | 新城勁爆頒獎禮                         | 我最欣賞的歌曲              | 富士山下                   |
| 2007 | 9＋2音樂先鋒榜                         | 最佳創作歌曲                | 富士山下                   |
| 2007 | 9＋2音樂先鋒榜                         | 最佳金曲                    | 富士山下                   |
| 2007 | 9＋2音樂先鋒榜                         | 港台十大先锋金曲            | 富士山下                   |
| 2007 | 北京流行音樂典禮                       | 年度金曲                    | 富士山下                   |
| 2007 | 第七屆全球華語歌曲排行榜               | 二十大最受歡迎金曲          | 富士山下                   |
| 2007 | TVB8金曲獎                             | 全球觀眾最愛粵語歌曲        | 富士山下                   |
| 2007 | 中國移動上海文廣第二屆無線音樂年度盛典 | 最暢銷粵語金曲              | 富士山下                   |
| 2007 | 中國移動上海文廣第二屆無線音樂年度盛典 | 最暢銷影視金曲              | 愛情轉移                   |
| 2007 | 第八屆音樂風雲榜                       | 年度最佳歌曲                | 愛情轉移                   |
| 2007 | 第八屆音樂風雲榜                       | 年度最佳影視歌曲            | 愛情轉移                   |
| 2007 | 中國流行音樂總評榜                     | 十大金曲                    | 愛情轉移                   |
| 2007 | 大學生音樂節                           | 年度最受大學生喜愛K歌金曲獎 | 愛情轉移                   |
| 2007 | 第13屆新加坡金曲獎933醉心龍虎榜        | 年度10大金曲獎              | 愛情轉移                   |
| 2007 | RoadShow至尊音樂頒獎禮                 | 至尊歌曲                    | 自愛                       |
| 2007 | RoadShow至尊音樂頒獎禮                 | 至尊歌曲                    | 鍾無艷                     |
| 2007 | SINA Music樂壇民意指數頒獎禮           | 最高收聽率十大歌曲          | 鍾無艷                     |
| 2008 | 第一屆香港數碼音樂頒獎典禮             | 最高次數網上點播歌曲        | 鍾無艷                     |
| 2008 | 第一屆香港數碼音樂頒獎典禮             | 最高次數接駁鈴聲歌曲        | 鍾無艷                     |
| 2008 | 第一屆香港數碼音樂頒獎典禮             | 最高次數下載MV              | 鍾無艷                     |
| 2009 | 2009年度十大勁歌金曲頒獎典禮           | 十大金曲金奬                | 搜神記                     |
| 2009 | 十大勁歌金曲                           | 十大金曲                    | 搜神記                     |
| 2009 | 第32屆十大中文金曲                     | 十大金曲                    | 搜神記                     |
| 2009 | 第32屆十大中文金曲                     | 十大金曲                    | 年度之歌                   |
| 2009 | 2009年度叱吒樂壇流行榜頒獎典禮         | 專業推介 叱吒十大：第八位   | 年度之歌                   |
| 2009 | 新城勁爆頒獎禮                         | 勁爆歌曲                    | 年度之歌                   |
| 2009 | 新城勁爆頒獎禮                         | 勁爆歌曲                    | 搜神記                     |
| 2009 | SINA Music樂壇民意指數頒獎禮           | 我最喜愛至尊金曲            | 搜神記                     |
| 2009 | SINA Music樂壇民意指數頒獎禮           | 最高收聽率二十大歌曲        | 搜神記                     |
| 2009 | SINA Music樂壇民意指數頒獎禮           | 最高收聽率二十大歌曲        | 年度之歌                   |
| 2009 | MY Astro至尊流行榜頒獎典禮             | 至尊金曲                    | 年度之歌                   |
| 2009 | MY Astro至尊流行榜頒獎典禮             | 至尊金曲                    | 披星戴月                   |
| 2009 | 第二屆香港數碼音樂頒獎典禮             | 最高次數點播MV              | 披星戴月                   |
| 2009 | 第二屆香港數碼音樂頒獎典禮             | 最高次數點播歌曲            | 搜神記、年度之歌、披星戴月 |
| 2009 | 第二屆香港數碼音樂頒獎典禮             | 最高次數下載歌曲            | 年度之歌                   |
| 2009 | 第二屆香港數碼音樂頒獎典禮             | 最高次數原音鈴聲歌曲        | 搜神記、年度之歌           |
| 2009 | 第二屆香港數碼音樂頒獎典禮             | 最高次數接駁鈴聲歌曲        | 搜神記、年度之歌           |
| 2009 | 第二屆香港數碼音樂頒獎典禮             | 最高銷量歌曲                | 搜神記、年度之歌           |
| 2010 | 新城勁爆頒獎禮                         | 全球勁爆歌曲                | 一絲不掛                   |
| 2010 | 新城勁爆頒獎禮                         | 勁爆歌曲                    | 一絲不掛                   |
| 2010 | SINA Music樂壇民意指數頒獎禮           | 我最喜愛至尊金曲            | 一絲不掛                   |
| 2010 | SINA Music樂壇民意指數頒獎禮           | 最高收聽率二十大歌曲        | 一絲不掛                   |
| 2010 | CASH金帆音樂獎                         | 最佳歌曲大獎                | 一絲不掛                   |
| 2010 | 2010香港數碼音樂大獎                   | 最高次數點播歌曲            | 一絲不掛                   |
| 2010 | 2010香港數碼音樂大獎                   | 最高次數下載歌曲            | 一絲不掛                   |
| 2010 | 音樂風雲榜十年盛典                     | 十年十大金曲                | 愛情轉移                   |
| 2010 | 華語金曲獎                             | 十大華語金曲                | 年度之歌                   |
| 2011 | 第34屆十大中文金曲                     | 十大金曲                    | 你們的幸福                 |
| 2011 | 新城勁爆頒獎禮                         | 勁爆我最欣賞歌曲            | 你們的幸福                 |
| 2011 | SINA Music樂壇民意指數頒獎禮           | 年度最高收聽率歌曲          | 你們的幸福                 |
| 2011 | SINA Music樂壇民意指數頒獎禮           | 最高收聽率二十大歌曲        | 你們的幸福                 |
| 2012 | SINA Music樂壇民意指數頒獎禮           | 最高收聽率二十大歌曲        | 頑石                       |
| 2012 | 2012年度十大勁歌金曲頒獎典禮           | 最受歡迎華語歌曲獎銅獎      | 頑石點頭                   |
| 2013 | 第36屆十大中文金曲                     | 全球華人至尊金曲            | 任我行                     |
| 2013 | 第36屆十大中文金曲                     | 十大金曲                    | 任我行                     |
| 2013 | 2013年度叱咤樂壇流行榜頒獎典禮         | 至尊歌曲大獎                | 任我行                     |
| 2013 | 2013年度叱咤樂壇流行榜頒獎典禮         | 我最喜愛的歌曲大獎          | 任我行                     |
| 2013 | CASH金帆音樂獎                         | 最佳歌曲大獎                | 任我行                     |
| 2013 | 新城勁爆頒獎禮                         | 勁爆年度歌曲大獎            | 任我行                     |
| 2013 | 新城勁爆頒獎禮                         | 勁爆卡拉OK歌曲              | 好得很                     |
| 2014 | 第37屆十大中文金曲                     | 全球華人至尊金曲            | 獨家村                     |
| 2014 | 第37屆十大中文金曲                     | 十大金曲                    | 獨家村                     |
| 2014 | 2014年度叱吒樂壇流行榜頒獎典禮         | 專業推介 叱吒十大：第六位   | 獨家村                     |
| 2021 | Chill Club 推介榜年度推介              | Chill Club年度十大歌曲      | 幸福門                     |
| 2023 | 2022年度叱咤樂壇流行榜頒獎典禮         | 叱咤樂壇至尊唱片大獎        | 某種老朋友                 |

## 延伸閱讀

### 訪問
- 2020年：J2《我們的音樂時代》
- 2013年： 《香港音樂史論－粵語流行曲．嚴肅音樂．粵劇》
- 2011年：《聆听TheListening》
- 2010年：《CASHFLOW》
- 2009年：
  - 《明報周刊》
  - 《MR Magazine》
- 2008年：
  - 《South China Morning Post》
  - 《ELLE Magazine》
  - 《明報明Teens》
  - 《蘋果日報》
- 2007年：叱咤903
- 2006年：叱咤903

## 外部連結
- Christopher Chak網誌 （页面存档备份，存于）
- MOOV香港音樂庫Christopher Chak頁面 （页面存档备份，存于）
- 澤日生Instagram賬戶